# LIVE FLOWER at shibuya O-west July 2005
「LIVE FLOWER at shibuya O-west July 2005」 （ライブフラワー アット シブヤO-ウェスト ジュライ 2005）は、フラワーカンパニーズのライブDVD。
2005年7月、渋谷O-WESTにて行われたワンマン2DAYS LIVEの模様を中心に、2005年の各地方でのライブ映像を収録。

## 収録曲
1. 白眼充血絶叫楽団
2. ダイナマイト・ブルース
3. ライトを消して走れ
4. 空想無宿
5. 永遠の田舎者
6. カリフォルニア
7. ソウルサーフィン
8. Tour Digest〜深夜高速（CLUB CITTA'）〜ホップ ステップ ヤング（大阪ベイサイドジェニー）
9. フェイクでいこう
10. 赤点ブギ
11. 野暮天ブギ
12. 恍惚のブギ
13. 深夜高速
14. 初恋
15. Tour Digest〜俺たちハタチ族（宮崎SR-BOX）〜ホップ ステップ ヤング（佐世保市民ホール）
16. 寄鷺橋サンセット
17. 少年
18. 星を見ている
19. 東京タワー
20. Tour Digest〜ダイナマイト・ブルース（十三ファンダンゴ）〜永遠の田舎者（MUSIC FACTORY）〜アイ・アム・バーニング（SENDAI CLUB JUNK BOX）
21. アイム・オールライト
22. 恋をしましょう
23. YES,FUTURE
24. Tour Digest〜孤高の英雄（鹿児島CAPARVO HALL）〜夜明け（熊本Django）〜真冬の盆踊り（CLUB CITTA'）
25. 発熱の男
26. 真冬の盆踊り
27. NUDE CORE ROCK'N'ROLL